# Ada (Virginia Occidental)
Ada es un área no incorporada ubicada en el condado de Mercer (Virginia Occidental), Estados Unidos. Está catalogada como un asentamiento humano por la Junta de Nombres Geográficos de los Estados Unidos. Su número de identificación (ID) es 1553691. Se encuentra a 695 m s. n. m. (2280 pies).

## Historia
Se estableció una oficina de correos en 1883 y permaneció en funcionamiento hasta 1964.